# Listă de localități din raionul Basarabeasca
Această listă conține satele și orașele din raionul Basarabeasca, Republica Moldova.
| Denumire     | oraș / centru de comună / sat |
| ------------ | ----------------------------- |
| Abaclia      | sat (comună)                  |
| Basarabeasca | oraș, reședința raionului     |
| Bașcalia     | sat (comună)                  |
| Bogdanovca   | sat în comuna Iserlia         |
| Carabetovca  | sat (comună)                  |
| Carabiber    | sat în comuna Iserlia         |
| Iordanovca   | sat (comună)                  |
| Iserlia      | centru de comună              |
| Ivanovca     | sat în comuna Iserlia         |
| Sadaclia     | sat (comună)                  |